# NGC 1643
NGC 1643 (również PGC 15891) – galaktyka spiralna (Sbc), znajdująca się w gwiazdozbiorze Erydanu. Odkrył ją William Herschel 28 listopada 1786 roku.
W galaktyce tej zaobserwowano supernowe SN 1995G i SN 1999et.